# Traité de Londres (1867)
Pour les articles homonymes, voir Traité de Londres.

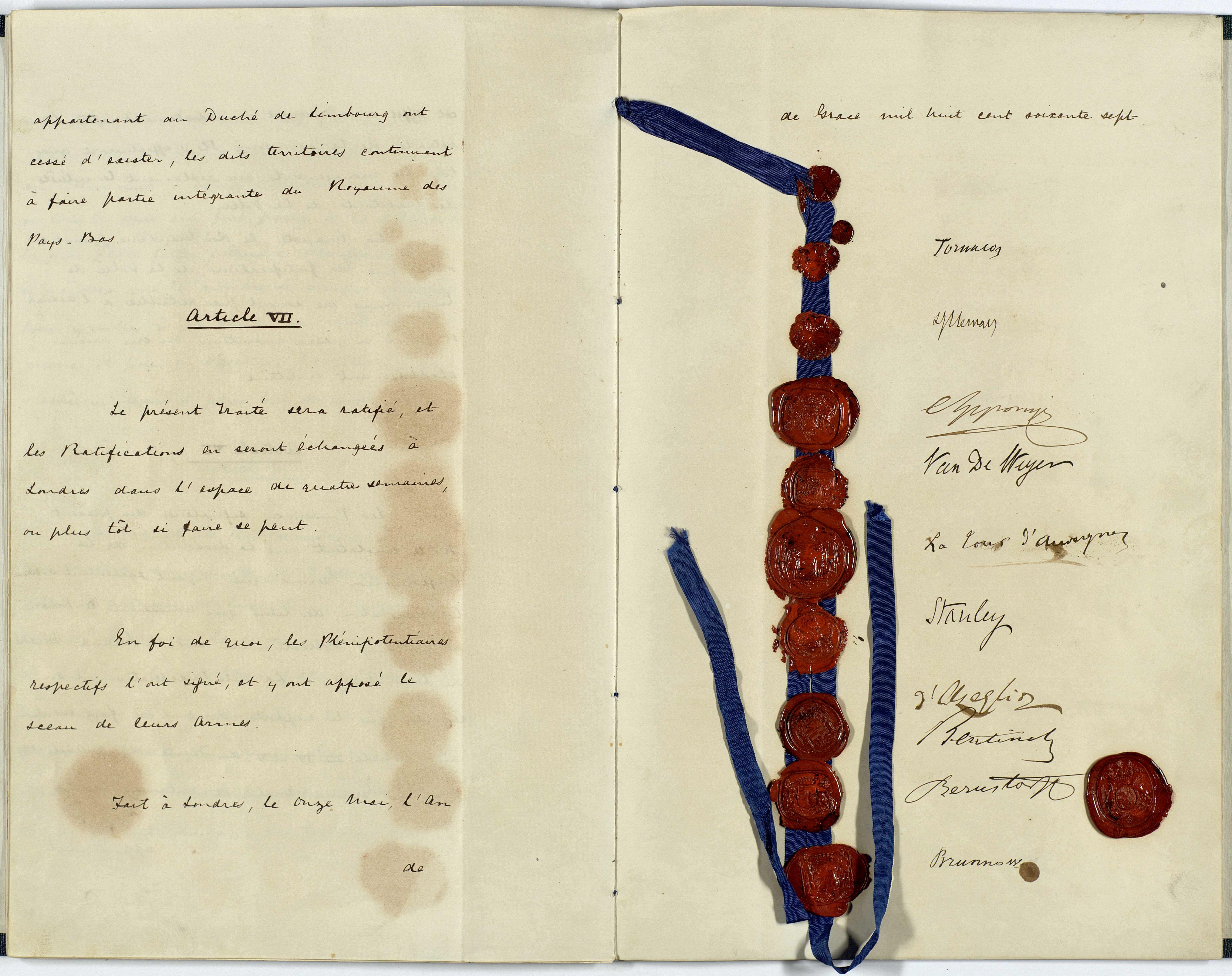
Traité de Londres : signatures.

Le traité de Londres, souvent appelé deuxième traité de Londres après celui de 1839, est un traité international signé le 11 mai 1867. Signé à la suite de la guerre austro-prussienne et de la crise luxembourgeoise, il eut des conséquences importantes pour le Luxembourg et pour les relations entre les grandes puissances de l'Europe.

## Conséquences
La conséquence immédiate la plus importante du traité, due à l'article I, était la réaffirmation de l'union personnelle entre les Pays-Bas et le Grand-Duché de Luxembourg sous le sceptre de la maison d'Orange-Nassau. La crise du Luxembourg avait éclaté après la tentative de Napoléon III d'acheter le Luxembourg au roi des Pays-Bas et grand-duc de Luxembourg Guillaume III. Par conséquent, le maintien de la souveraineté de Guillaume III sur le Luxembourg, libre de toute ingérence française, était de la plus grande importance pour la Prusse.
Les termes du premier traité de Londres étaient en partie réaffirmés (union personnelle et frontières), mais la fin de la Confédération germanique, en 1866, avait modifié la situation (appartenance à la Confédération germanique et présence d'une garnison prussienne dans les murs de la forteresse de Luxembourg. Et ce sont les cinq puissances traditionnelles (Royaume-Uni, France, Prusse, Autriche et Russie) plus le jeune royaume de Belgique, l'Italie récemment unifiée, le royaume des Pays-Bas et le grand-duché de Luxembourg lui-même qui signèrent le traité. Les pays signataires — sauf la Belgique elle-même neutre et, évidemment, le Luxembourg objet du traité — devenaient garantes de la neutralité du Grand-Duché de Luxembourg.
Pour garantir la neutralité du Luxembourg, les fortifications de la ville de Luxembourg, considérée comme le « Gibraltar du Nord » (dixit Carnot, l'« Organisateur de la Victoire »), devaient être démolies et ne jamais être reconstruites. Le démantèlement des fortifications prit seize ans, coûta 1,5 million de francs-or et exigea la destruction de plus de 24 km de défenses souterraines ainsi que de 4 hectares de casemates, batteries, casernes, etc. Par ailleurs, la garnison prussienne, établie au Luxembourg depuis le congrès de Vienne de 1815 en vertu de l'intégration du Luxembourg dans la Confédération germanique, devait être retirée.
En 1866, la guerre des Sept Semaines avait causé l'effondrement de la Confédération germanique. Deux membres, le grand-duché de Luxembourg de 1815 à 1839, puis — sous sa forme réduite — de 1839 à 1866, et la moitié de la province de Limbourg restée aux Pays-Bas après 1839 et intégrée à la Confédération germanique sous l'appellation de « duché », relevaient du roi grand-duc Guillaume III d'Orange-Nassau. Pour clarifier davantage la situation résultant de la dissolution de la Confédération, le traité de Londres prenait acte de sa disparition et, au-delà de la proclamation de la neutralité du Luxembourg, déclarait le Limbourg néerlandais partie intégrante du royaume des Pays-Bas sur tous les plans. Le Luxembourg, pour sa part, demeurait dans l'union douanière allemande Zollverein, dans lequel il devait rester jusqu'au 1er janvier 1919.

## Signataires
Le traité fut signé par les pays suivants :
- L'empire austro-hongrois, représenté par Rudolf Apponyi (de)
- La Belgique, représentée par Sylvain Van de Weyer
- Le second empire français, représenté par le prince de La Tour d'Auvergne-Lauraguais
- Le royaume d'Italie, représenté par le marquis d'Azeglio (it)
- Le grand-duché de Luxembourg, représenté par Victor de Tornaco et Emmanuel Servais
- Les Pays-Bas, représentés par le baron Bentinck (en)
- Le royaume de Prusse, représenté par Albrecht von Bernstorff
- L'empire russe, représenté par le baron Brunnow (de)
- Le Royaume-Uni, représenté par lord Stanley

À l'origine l'Italie n'avait pas été conviée, mais le roi Victor-Emmanuel II convainquit les autres souverains d'inviter son représentant. L'Italie avait peu de relations avec Luxembourg et le traité ne l'affectait pas directement de manière appréciable. Pourtant, ce fut la première occasion pour laquelle l'Italie put participer à une conférence internationale en tant que grande puissance, ce qui avait une valeur symbolique pour ce royaume nouveau-né.
En 1890, à la suite du décès du roi grand-duc Guillaume III sans héritier mâle, la souveraineté du grand-duché du Luxembourg passa de la maison d'Orange-Nassau à la maison de Nassau-Weilburg. En effet, les deux États avaient des lois de succession différentes, et le Luxembourg ne pouvait pas, à l'époque, tomber entre les mains d'une femme (loi dite « salique »), en l'occurrence Wilhelmine des Pays-Bas. Aussi, le pacte signé au XVIIIe siècle entre les différentes branches de la famille de Nassau fut appliqué, et c'est l'ex-duc de Nassau, Adolphe, dont le duché avait été annexé par la Prusse au lendemain de la bataille de Sadowa (1866), qui accéda au trône du Luxembourg. Depuis 1890, le Grand-Duché de Luxembourg possède ainsi sa propre dynastie.
Pour ce qui est du respect de la neutralité luxembourgeoise, on sait que l'Allemagne impériale en 1914 et l'Allemagne hitlérienne en 1940 ne s'en soucièrent pas le moins du monde, bien au contraire. Aussi, dès la Seconde Guerre mondiale, le gouvernement luxembourgeois, alors en exil, décida d'abandonner la neutralité et de rejoindre les alliances occidentales à venir.